# Fatti di Carbonare
I fatti di Carbonare furono una strage perpetrata nell'omonima località del comune di Folgaria il 28 aprile 1945 da soldati tedeschi in ritirata dall'Italia, come reazione a un attacco da parte di un gruppo di partigiani. Ne furono vittime quattro persone, tre civili e un militare. L'episodio si concluse poi con la liberazione di altri civili presi in ostaggio e l'abbandono del paese.

## Fatti
Era appena avvenuta la liberazione delle principali città del nord Italia e si stava per firmare la resa incondizionata dell'Asse in Italia.
Le truppe tedesche si stavano ritirando dopo essere state colpite e decimate dagli alleati che dilagavano nel nord Italia. Avendo sbarrate le altre vie di ritirata le varie divisioni tedesche cercarono un varco ancora aperto tramite la Valdastico e la Valsugana. Si trattava presumibilmente della 1ª e 4ª divisione del 1º corpo paracadutisti (i Fallschirmjaeger), come statuito dai documenti presso l'archivio di stato tedesco di Berlino. Vi erano state avvisaglie di attacchi e sparatorie sul territorio di Folgaria nei giorni precedenti con anche alcune vittime. Tanto che il curato del paese aveva raccomandato alla popolazione caldamente di essere prudenti e di non innescare inutili rappresaglie. Verso le ore 13 di quel giorno una colonna tedesca in ritirata diretta verso Trento fu bersaglio di alcuni spari in località Carbonare (frazione di Folgaria). I tedeschi risposero al fuoco e poi diedero inizio al rastrellamento, strappando gli abitanti dalle loro case ed ammassandoli contro il muro della chiesa. Convinti dopo varie traversie, saccheggi e violenze che gli sparatori non erano dei residenti e che la popolazione non era complice, i tedeschi rilasciarono dapprima donne e bambini e quindi - verso le 20 - anche gli uomini; poi ripresero la ritirata. Ci furono 4 vittime, tre civili ed un militare tedesco sorpreso e riconosciuto dai commilitoni in abiti civili e che fu fucilato sul posto. I tedeschi si abbandonarono anche a saccheggi e danneggiamenti delle case del paese e della canonica anche nei giorni successivi.
Molto probabilmente si può ipotizzare che la fine meno cruenta (vi furono 4 morti uccisi brutalmente) della minaccia di strage è da attribuire ad una autonoma decisione del comando tedesco. Decisivo in questo senso potrebbe essere stato il cambio di comando da parte tedesca, con la partenza repentina del comandante verso Trento o Vigolo Vattaro, richiamato dal suo comando in altro luogo. Il comandante subentrato, appartenente sembra alla Wehrmacht e di origini austriache, lasciò libera la popolazione verso sera, per intervento dell'insegnante Primo Carbonari e del parroco Randolfo Pinamonti.
Il comandante tedesco lasciò libere le donne, mentre raggruppò gli uomini all'interno della chiesa, per poi liberarli alle 19.45.

## Vittime
- Frida Pergher e Carlo Carbonari (residenti) nel corso del rastrellamento;
- Mentore Dalprà (residente) che aveva tentato la fuga;
- Hubert Habels, di nazionalità tedesca, identificato nel corso del rastrellamento e fucilato sul posto perché trovato in abiti civili.

## Riconoscimenti
In ricordo di questi eventi la piazza di fianco alla chiesa di Carbonare è stata denominata "Piazza 28 aprile" e vi è stato posto un monumento commemorativo.
Una targa recitante: "al Maestro Primo Carbonari che con coraggioso altruismo nel tragico 28 aprile 1945 riuscì ad arginare la rappresaglia tedesca", è stata apposta dal Comune di Folgaria in onore di Primo Carbonari.